# Équipe de France de football en 1962
Chronologie
Saison précédente Saison suivante
Cet article traite de l'année 1962 de l'équipe de France de football.
- Le 16 mars 1962, Marcel Langiller devient l'adjoint de Georges Verriest (sélectionneur).
- Le 5 mai, Albert Batteux démissionne du poste d'entraîneur, il est remplacé par Henri Guérin le 17 juillet.

## Les matchs
| Date             | Stade                                           | Adversaire           | Score | Comp | Buteurs français           |
| 11 avril 1962    | Parc des Princes Paris, France                  | Pologne              | D 1-3 | A    | De Bourgoing (24e)         |
| 5 mai 1962       | Stadio Communale Florence, Italie               | Italie               | D 1-2 | A    | Piumi (28e)                |
| 20 octobre 1962  | Hillsborough Sheffield, Angleterre              | Angleterre           | N 1-1 | QCE  | Goujon (8e)                |
| 24 octobre 1962  | Neckarstadion Stuttgart, RFA                    | Allemagne de l'Ouest | N 2-2 | A    | Stako (25e) & Goujon (32e) |
| 11 novembre 1962 | Stade olympique Yves-du-Manoir Colombes, France | Hongrie              | D 2-3 | A    | Di Nallo (18e & 75e)       |

A : match amical. QCE : match qualificatif pour le Championnat d'Europe de football 1964.

## Les joueurs
| Joueurs                                                      |     |     |    |    |    |
| Gardiens de but                                              |     |     |    |    |    |
| Pierre Bernard (Nîmes Olympique)                             | 90  |     | 90 |    | 90 |
| Bruno Ferrero (FC Nancy) (1re et dernière sélection)         |     | 90  |    |    |    |
| Georges Lamia (OGC Nice) (7e et dernière sélection)          |     |     |    | 90 |    |
| Défenseurs                                                   |     |     |    |    |    |
| Jean Wendling (Stade de Reims)                               | 90  | 90  | 90 | 90 | 90 |
| Bruno Rodzik (Stade de Reims)                                | 90  | 90  |    | 90 | 90 |
| Alain Cornu (OGC Nice) (1re et dernière sélection)           | 90  |     |    |    |    |
| Robert Herbin (AS Saint-Étienne) (2de sélection)             | 90  |     |    |    |    |
| André Lerond (Stade français)                                |     | 90  | 90 | 90 | 90 |
| Maryan Synakowski (UA Sedan Torcy)                           |     | 90  | 90 | 90 | 90 |
| Jean-Claude Piumi (US Valenciennes Anzin) (1re sélection)    |     | 90  |    |    |    |
| André Chorda (Girondins de Bordeaux) (3e sélection)          |     |     | 90 |    |    |
| Milieux                                                      |     |     |    |    |    |
| René Ferrier (AS Saint-Étienne)                              | 90  |     | 90 | 90 | 90 |
| Théo Szkudlapski (AS Monaco) (1re sélection)                 | 90  |     |    |    |    |
| Roland Guillas (AS Saint-Étienne) (9e et dernière sélection) | r70 |     |    |    |    |
| Yvon Goujon (Stade Rennais UC)                               |     | 90  | 90 | 90 | 90 |
| Michel Hidalgo (AS Monaco) (1re et dernière sélection)       |     | r45 |    |    |    |
| Joseph Bonnel (US Valenciennes Anzin) (1re sélection)        |     |     | 90 | 90 | 90 |
| Attaquants                                                   |     |     |    |    |    |
| Raymond Kopa (Stade de Reims) (dernières sélections)         | 90  | 90  | 90 |    | 90 |
| Hector De Bourgoing (OGC Nice) (1re sélection)               | 90  | 90  |    |    |    |
| Angel Rambert (Olympique lyonnais) (1re sélection)           | 90  |     |    |    |    |
| Casimir Koza (RC Strasbourg) (1re et dernière sélection)     | 20  |     |    |    |    |
| Laurent Robuschi (Girondins de Bordeaux) (1re sélection)     |     | 90  | 90 | 90 |    |
| Stéphane Bruey (SCO Angers) (4e et dernière sélection)       |     | 45  |    |    |    |
| Paul Sauvage (Stade de Reims)                                |     |     | 90 | 90 | 90 |
| Édouard Stako (Stade français) (2de sélection)               |     |     |    | 90 |    |
| Fleury Di Nallo (Olympique lyonnais) (1re sélection)         |     |     |    |    | 90 |